# Ochetostoma multilineatum
Ochetostoma multilineatum is een lepelworm uit de familie Thalassematidae.
De wetenschappelijke naam van de soort werd in 1914 gepubliceerd door Fischer.